# Peter Knauseder

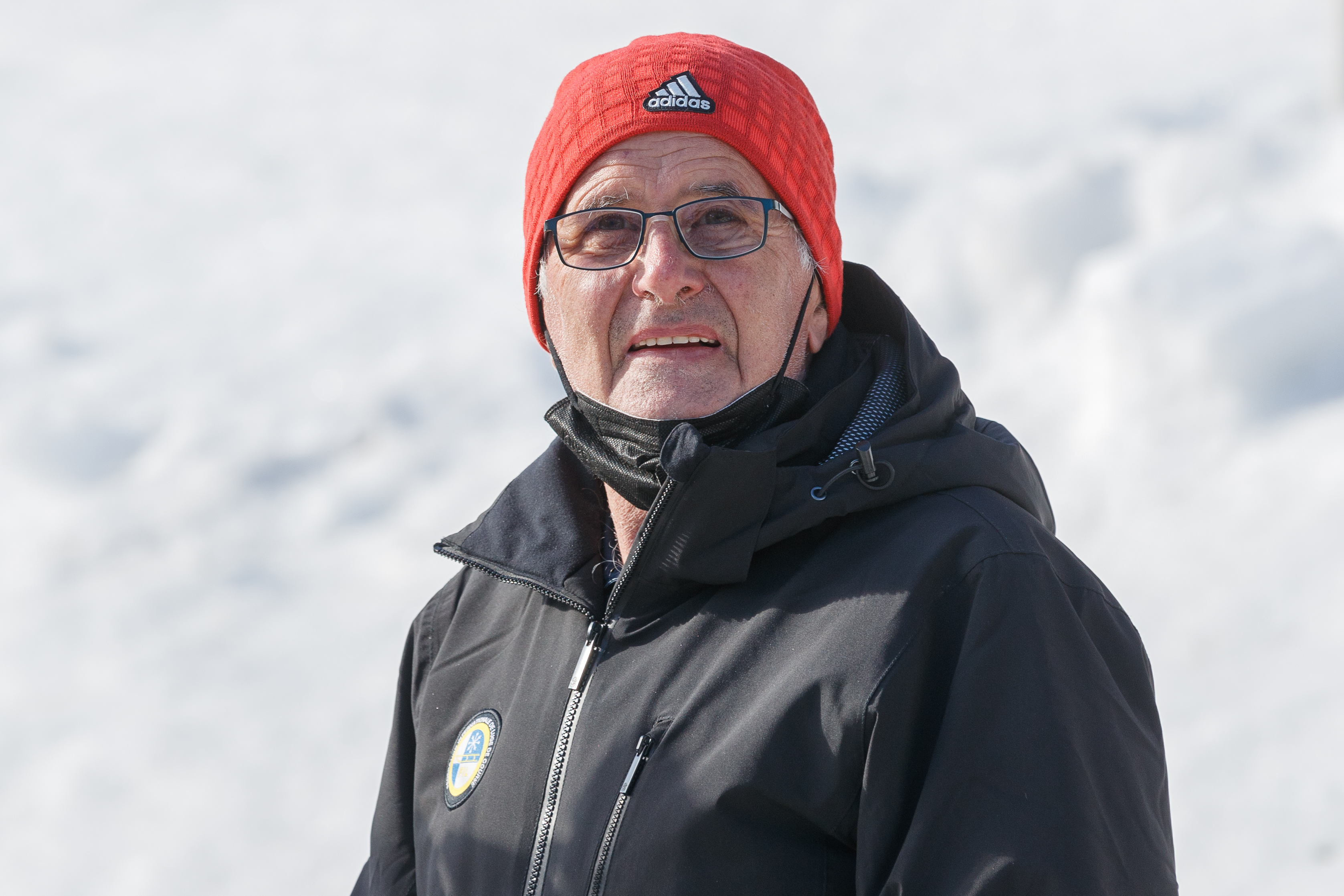
Peter Knauseder (2022)

Peter Knauseder ist ein österreichischer Sportmanager und Rennrodelfunktionär. Von 2014 bis 2022 war er Vizepräsident Naturbahn der Fédération Internationale de Luge de Course.

## Leben
Knauseder war von 1984 bis 1996 als Bundessportwart für den Österreichischen Rodelverband tätig. Von 1986 bis 1992 war er für den Internationalen Rennrodelverband Mitglied der Sportkommission Kunstbahn. 1997 übernahm er die Leitung des Olympia Eiskanals Igls. In dieser Funktion übernahm er als Vorsitzender des Organisationskomitees u. a. die Verantwortung für die Ausrichtung der Rennrodel-Weltmeisterschaften 1997 und 2007, der Skeleton-Weltmeisterschaften 2000, zahlreicher Bob-, Rennrodel- und Skeleton-Weltcupveranstaltungen sowie weiterer nationaler und internationaler Wettkämpfe.
Seit 2014 ist er Präsident des Tiroler Rennrodelverbandes und Länderrat im Vorstand des Österreichischen Rodelverbands, war von 2014 bis 2022 Vizepräsident für Breitensport des Österreichischen Rodelverbands sowie Vizepräsident für Naturbahnrodeln der Fédération Internationale de Luge de Course. Beim 70. Jahreskongress des Internationalen Rennrodelverband 2022 trat er nicht zur Wiederwahl an; sein Nachfolger im Amt wurde Sorin Buta.